# Ле-Пассаж
Ле-Пассаж (фр. Le Passage) — коммуна во Франции, находится в регионе Рона — Альпы. Департамент коммуны — Изер. Входит в состав кантона Вирьё. Округ коммуны — Ла-Тур-дю-Пен.
Код INSEE коммуны — 38296. Население коммуны на 1999 год составляло 648 человек. Населённый пункт находится на высоте от 365  до 521  метров над уровнем моря. Муниципалитет расположен на расстоянии около 440 км юго-восточнее Парижа, 60 км юго-восточнее Лиона, 45 км северо-западнее Гренобля. Мэр коммуны — M. Laurent Michel, мандат действует на протяжении 2001—2008 гг.
Динамика населения (INSEE):